# Tore Eriksson
Tore Lars-Erik Eriksson (ur. 7 sierpnia 1937 w Transtrand, zm. 17 lutego 2017 tamże) – szwedzki biathlonista, brązowy medalista igrzysk olimpijskich i mistrzostw świata.

## Kariera
Pierwszy sukces osiągnął w 1967 roku, kiedy na mistrzostwach świata w Altenbergu razem z Olle Petrussonem, Holmfridem Olssonem i Sture Ohlinem zdobył brązowy medal w sztafecie. Ten sam wynik osiągnął na rozgrywanych rok później igrzyskach olimpijskich w Grenoble, gdzie Szwedzi wystąpili w składzie: Lars-Göran Arwidson, Tore Eriksson, Olle Petrusson i
Holmfrid Olsson. Eriksson był też dziesiąty w tej konkurencji na mistrzostwach świata w Zakopanem w 1969 roku oraz szósty podczas mistrzostw świata w Hämeenlinna dwa lata później. Ponadto był jedenasty w biegu indywidualnym na MŚ 1967. Nigdy nie wystąpił w zawodach Pucharu Świata.
Niektóre źródła przypisują mu brązowy medal w sztafecie wywalczony na mistrzostwach świata w Garmisch-Partenkirchen w 1966 roku, jednak członkiem tamtej sztafety był inny biathlonista o tym samym nazwisku: Sten Eriksson.

## Osiągnięcia

### Igrzyska olimpijskie
| Rok  | Miejscowość | Konkurencje | Konkurencje | Konkurencje | Konkurencje | Konkurencje | Konkurencje | Konkurencje |
| Rok  | Miejscowość | IN          | SP          | PU          | MS          | RL          | MR          | SR          |
| ---- | ----------- | ----------- | ----------- | ----------- | ----------- | ----------- | ----------- | ----------- |
| 1968 | Grenoble    | –           | nd.         | nd.         | nd.         | 3.          | nd.         | –           |

### Mistrzostwa świata
| Rok  | Miejscowość | Konkurencje | Konkurencje | Konkurencje | Konkurencje | Konkurencje | Konkurencje | Konkurencje |
| Rok  | Miejscowość | IN          | SP          | PU          | MS          | RL          | MR          | SR          |
| ---- | ----------- | ----------- | ----------- | ----------- | ----------- | ----------- | ----------- | ----------- |
| 1967 | Altenberg   | 11.         | nd.         | nd.         | nd.         | 3.          | nd.         | –           |
| 1969 | Zakopane    | –           | nd.         | nd.         | nd.         | 10.         | nd.         | –           |
| 1971 | Hämeenlinna | –           | nd.         | nd.         | nd.         | 6.          | nd.         | –           |